# Sleeping Dogs – Manche Lügen sterben nie
Sleeping Dogs – Manche Lügen sterben nie (Originaltitel Sleeping Dogs) ist ein Thriller des US-amerikanischen Filmemachers Adam Cooper aus dem Jahr 2024. Der Crime-Mystery-Film basiert auf dem 2017 erschienenen Roman The Book of Mirrors von E. O. Chirovici.

## Handlung
Der pensionierte Mordkommissar Roy Freeman muss während seiner hochmodernen Alzheimer-Behandlung einen alten Fall im Zusammenhang mit der brutalen Ermordung des College-Professors Dr. Joseph Wieder abermals aufrollen, als neue Informationen von einer mysteriösen Frau kommen. Bei den wieder aufgenommenen Ermittlungen stößt er auf erschreckende Geheimnisse aus seiner vergessenen Vergangenheit.

## Produktion und Veröffentlichung
Die Dreharbeiten begannen im Februar 2023 im australischen Melbourne und endeten im Mai desselben Jahres. Die Literaturverfilmung wurde im März 2024 veröffentlicht.